# Twister (software)
Twister es un servicio de microblogging peer-to-peer en fase beta, implementado como un sistema de intercambio de archivos distribuido. Al ser una red completamente descentralizada, nadie es capaz de inhabilitarla al no existir un único punto de ataque al sistema.  Twister utiliza un cifrado de extremo a extremo para proteger las comunicaciones
Es una red descentralizada que, en teoría, no puede ser clausurada por ninguna entidad. Además, Twister está diseñado para prevenir que otros usuarios puedan saber tu localización geográfica, dirección IP y a quién estás siguiendo. Puedes publicar mensajes públicos como en Twitter, pero cuando envías mensajes directos y privados a otros usuarios, estos quedan protegidos gracias al mismo esquema de cifrado utilizado por Lavabit (el proveedor de correo electrónico usado por Edward Snowden).
Básicamente, es una conjunción entre la red social Twitter y algunos proyectos informáticos más eficientes y acertados: la criptomoneda Bitcoin y el protocolo para el intercambio de archivos BitTorrent, ambos basados en la red P2P.

## Historia
El ingeniero y programador brasileño, Miguel Freitas, empezó a desarrollar la nueva red social al enterarse de los programas de espionaje masivo de la Agencia de Seguridad Nacional estadounidense (NSA), comenzando a preocuparse de que tanta información fuese accesible por orden judicial o vigilancia de una sola empresa gracias a las revelaciones de Edward Snowden.
Según Freitas, Twitter ha sido la red social que más ayuda a promover la democracia y organizar protestas, recoge la revista 'Wired'. Sin embargo, cree que por la vigilancia masiva es peligroso proveer información personal a las redes sociales que existen, por lo que decidió elaborar un sistema diferente basado en esquemas seguros.

Por mucho que me gusta el uso de Twitter para la lectura de noticias, la posibilidad de una sola entidad pudiendo controlar este importante flujo de información no tenía sentido para mí.

Freitas solía pensar que en el futuro las redes sociales funcionarían sobre la base de protocolos descentralizados y que ya no podrían ser controladas desde un único punto central. Pero en cuanto se enteró de que las redes sociales estaban siendo objeto de vigilancia masiva por parte de diversas agencias gubernamentales, Miguel pasó de la teoría a la acción y comenzó a desarrollar un servicio alternativo a Twitter.
Después de un tiempo de desarrollo, Miguel y su colaborador, Lucas Leal, consideraron lista la versión alfa de la aplicación para Google Android, GNU/Linux y Apple Mac OS X. La versión para MS Windows es lista, y Apple iOS no está en los planes, pero al ser de código abierto, cualquiera es libre de migrar la aplicación para otros sistemas operativos.
Al respecto, Freitas indicó:

La idea surge en el mes de junio del 2013. En julio, comencé a codificar el prototipo basándome en un fork del repositorio de BitCoin. Después de algunas semanas finalicé, mi investigación acerca de los candidatos de software libre tanto para DHT como para BitTorrent, eligiendo libtorrent-rasterbar. Ambos proyectos son excelentes en términos de diseño de software y calidad, por lo que no es fácil tener una curva de aprendizaje. 

Con la implementación principal implementada y trabajando desde la línea de comandos, en octubre, Lucas Leal fue contratado para crear el diseño de interfaz de usuario HTML+CSS, mientras que yo escribí todo el código JS. Esta es una hermosa historia de Twister, el resto es pura documentación.

Aunque el proyecto está en este momento en fase alfa, Brian Armstrong, cofundador de Coinbase, opina que es un gran ejemplo de cómo el protocolo abierto de Bitcoin puede ser utilizado con fines diversos. Las posibilidades son casi infinitas, tal como ocurre con internet.

DHT command: getData

getData Query = {“t”:”aa”, “z”:”q”, “q”:”getData”, “x”: {
    “id”:”abcdefghij0123456789″, “justtoken”:”0″, “target”: 
        “n”:”name”, “r”:”resource”, “t”:”m” }}}}

Response = {“t”:”aa”, “z”:”r”, “r”: {“id”:”mnopqrstuvwxyz123456″, “token”: “aoeusnth”, “data”: [
   {"p":"data1", "sig_p":"34fdd3wdw", "sig_user":"nobody",
   {"p":"data2", "sig_p":"fg40958ejfdg", "sig_user":"twister" ] }}

Note: target_id is the hash of bencoded “target” field.
DHT Command

## Tecnología[2][5]

### Protocolos
Twister es un sistema descentralizado, pero a diferencia de otras redes sociales de este tipo (como pump.io, Identi.ca y  Diaspora), no requiere que operes tu propio servidor o que confíes en un tercero para que lo haga. Funciona como un programa peer-to-peer.

#### Bitcoin
Esto lo logra a través del uso del protocolo Bitcoin (no de la red utilizada por la criptomoneda). Básicamente, el protocolo maneja el registro de usuarios y los accesos. Del mismo modo que los mineros verifican las transacciones en la red de Bitcoin para asegurar que nadie incurra en un doble gasto, la red de Twister verifica que los nombres de usuario no están registrados dos veces y que los mensajes atribuidos a un usuario en particular realmente provengan del mismo.

#### BitTorrent
Los mensajes se manejan a través del protocolo BitTorrent.  Esto permite mantener un sistema de distribución de un gran número de mensajes a través de la red de forma rápida y eficiente, y permite a los usuarios recibir notificaciones casi instantáneas sobre nuevos mensajes y avisos – todo ello sin la necesidad de servidores centrales.
Debido a que la comunicación se encuentra cifrada de extremo a extremo, en el caso de que ésta fuese interceptada, los mensajes privados (directos) no podrían ser leídos por otra persona que no fuese el destinatario. El cifrado utilizado es el algoritmo de curva elíptica (distinto al subvertido por la NSA) que se utiliza en Bitcoin. Se piensa que proporciona un nivel de seguridad comparable a un cifrado RSA de 32 bits. Debido a que los datos no se encuentran almacenados en ningún sitio, éstos no pueden ser utilizados por ninguna corte - pero como contrapartida, si pierdes tu clave de acceso ya no será posible que accedas a tus mensajes privados.

#### P2P
Debido a que es un sistema peer-to-peer, no hay un servidor central desde el cual tus publicaciones pudiesen ser recopiladas (véase PRISM).  Según explica Freitas, el sistema se encuentra diseñado de tal modo que los usuarios no puedan saber si otro se encuentra en línea o no, cuál es su dirección IP o qué mensajes han sido leídos. Esta información no queda registrada en ninguna parte.  A pesar de ello, Freitas advierte a los usuarios de que el anónimato puede no ser total en según qué casos. 

Lo que estoy tratando de decir es que yo personalmente no tengo ninguna manera de hacerlo [recopilar información], ni ningún usuario normal puede llevar esto a cabo. Sin embargo, si una entidad es capaz de registrar todo el tráfico de internet, probablemente será capaz de descubrir desde dónde te estás conectando (tu dirección IP).  Si encuentras esto molesto, probablemente ya sepas qué solución utilizar: usar  Tor.

### Plataformas

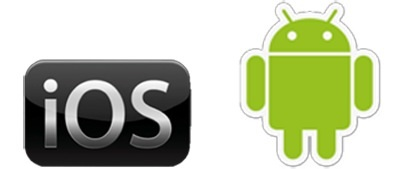

Twister fue desarrollado bajo el entorno GNU/Linux.
Freitas ha migrado con éxito el sistema tanto a Google Android como a Apple Mac OS X. 

Debido a que la interfaz de usuario es sólo [W3C] HTML5/Javascript, portarlo a otras plataformas es sólo una cuestión de volver a compilar el demonio.  Microsoft Windows, Apple Mac y iPhone son ciertamente posibles pero no tengo los recursos para hacerlo yo mismo.
Miguel Freitas

Esa es una clara invitación a la comunidad de código abierto para asumir el reto.
Otro objetivo interesante a largo plazo sería mover todo el código criptográfico de la implementación hacia la interfaz de usuario del navegador. De este modo, los usuarios serían capaces de acceder a Twister a través de cualquier plataforma cliente que utilicen, pudiendo elegir cualquier servidor de terceros, y manteniendo aun así la seguridad de sus claves privadas en todo momento.

## Funcionalidad[6]
El primer prototipo de Twister está destinado a reproducir el conjunto de características básicas de cualquier plataforma de microblogging. Esto incluye:
- Búsqueda de usuarios y perfiles de navegación
- Follow / Unfollow
- Enviar mensajes de texto limitado a 140 caracteres
- Retransmitir y responder a mensajes
- Navegar a través de los hilos de correos, menciones, hashtags y mensajes directos (privados)

Los mensajes privados requieren que el destinatario sea seguidor del emisor, que es un requisito común en la mayoría de las plataformas existentes.
Algunas otras características pueden ser difíciles de implementar en un sistema totalmente descentralizado, pudiendo requerir más esfuerzo. Esto incluye el registro arbitrario de las palabras en todos los posts y la recopilación de hashtags para averiguar las tendencias principales.

## Seguridad[6][7]
Twister utiliza los mismos parámetros de curva elíptica de Bitcoin, a saber secp256k1.

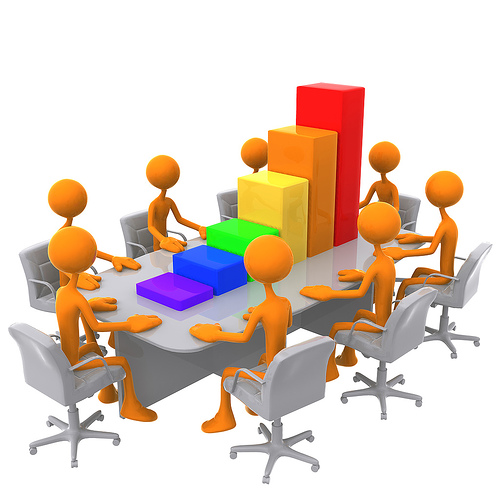

Esta no es la curva que supuestamente fue comprometida por la NSA, que se llama sec256r1. A 256 bits de clave pública (no comprometido), ECC debe proporcionar una seguridad comparable a una clave pública RSA de 3072 bits (al menos eso es lo que nos dicen los expertos) .
Suelen incentivar bastante a las personas que intentan romper la seguridad en los sistemas con algo que todo el mundo quiere, el dinero. Hay millones de $ USD en la mesa , cifradas con claves secp256k1 Bitcoin.
La aplicación directa de cifrado de mensajes se basa en un código de ejemplo que fue publicado en Internet por Ladar Levison de Lavabit. Todos sabemos que Ladar ha echado su sitio abajo porque se negó a cooperar con el gobierno de los EE. UU. que permite el control de todo el sistema de sus clientes.

### Red descentralizada
Twister es una plataforma de microblogging peer-to-peer.
Esto quiere decir que la comunicación se establece entre un ordenador y otro sin pasar por un nodo central – que sería el que graba la información. 
No hay una empresa detrás que proporcione el servidor o las máquinas utilizadas, y que pueda detectar por tanto todas las conversaciones que se llevan a cabo.

### Sin censura
Nadie puede borrar tus posts ni bloquearte la cuenta. En todas las redes sociales es posible "denunciar" a alguien que publica contenido inapropiado y censurarlo, bloquearlo o incluso expulsar al usuario. Esto no ocurre en Twister. Por supuesto, esto conlleva ciertos riesgos y los usuarios siempre deben actuar de manera responsable. Sobre todo debido a problemas como los acosos digitales.

### Totalmente privada
Debido a que los mensajes se envían directamente desde un usuario a otro, sin pasar un nodo centrar, y además de manera encriptada – de principio a fin, se encripta a la salida y se desencripta a la llegada solamente – viajan de forma privada por la red, como si fuera una caja negra. Además, las direcciones IP también están protegidas.

### Anonimato
En esta aplicación, nuestra IP (la dirección de nuestra máquina para salir a Internet) no es grabada en ningún momento evitando así ser rastreados por alguna entidad o empresa.
Según Freitas, esto nos garantíza el anonimato pero no quiere decir que nuestra IP no sea detectada desde el ISP (proveedor servicios Internet) sino que lo que no se podrá es ver el contenido del mensaje salvo algún espía que sepa desencriptar rompiendo los algoritmos.
Para tener 100% de anonimato, habría que utilizar un navegador que enmascare la IP como Tor o similar protegiéndonos más contra espías.

## Twister vs Twitter[6]
No sabemos cuánto será el tiempo que podrá soportar la presión de la sociedad que está teniendo últimamente Twitter. Las llamadas "órdenes de mordaza" en EE. UU. pueden evitar que el destinatario nunca pueda decir nada acerca de la solicitud que reciben, por lo que hay alguna característica Twitter-Gobierno que nosotros nunca llegaremos a saber.

### Problemas con Twitter
Aunque esta empresa principalmente es fiable, nunca podemos estar seguros de que el mensaje que nos llega es correctamente el que había enviado el emisor pudiendo ser modificado a mitad de camino entre usuarios. No hay ninguna razón para confiar en que esta entidad nunca entregará sus datos, o que ninguno de sus empleados no nos vaya a espiar (recientemente un empleado de Google fue despedido por espiar a los usuarios de adolescentes). Para evitar todos estos quebraderos de cabeza, la solución es técnica, en este caso la implementación de Twister.

### Diferencias entre licencias
Podemos encontrar una gran diferencia entre estas dos aplicaciones que son las licencias que las forman. En el caso de Twister es una licencia de software libre, en este caso BSD y MIT que son similares y las cuales permiten bastante libertad acercándose al dominio público. En cambio en Twitter son todos los derechos reservados, siendo totalmente protegido como lo es el copyright.
Otra diferencia es que una es de software libre pudiendo utilizar el código y modificarlo a nuestra manera siempre dentro de las 4 libertades del software libre y en cambio la otra siempre estará restringida a nuestro uso.

### Encriptación
A diferencia de Twitter, en esta nueva aplicación todos los mensajes son encriptados pero al no controlar los propietarios las rutas, son los usuarios por medio de las redes P2P los que tienen que asegurarse en las conexiones de esos canales. Aunque se supone que es más seguro en este aspecto, Twitter está haciendo todo lo posible por mejorar su protección contra los espías intentando evitar el robo de información...

## Privacidad

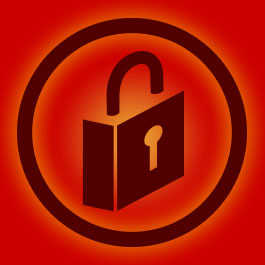

## Privacidad[6]

### No tengo nada que ocultar, ¿por qué necesito la privacidad?
Es un error que solo los atacantes deben proteger sus comunicaciones mediante criptografía.

La vigilancia masiva tiene el potencial de erosionar la privacidad. Como la privacidad es un prerrequisito esencial para el ejercicio de la libertad individual, su erosión debilita los fundamentos constitucionales en los que la democracia y el buen gobierno se han basado tradicionalmente en este país
 Cámara de los Lores, Reino Unido, 2009 

 Por tanto, cuando un gobierno tiene la capacidad de transmitir la grabación de las comunicaciones de masas de todo el mundo, y ejerce esta facultad sin pasar por el debido proceso de ley, abre la posibilidad de un estado totalitario. Incluso los ciudadanos que no son delincuentes pueden tener cosas personales de las cuales se sientan avergonzados, como por ejemplo, su opción sexual o el hecho de que hayan pasado por un tratamiento de alcoholismo. Uno en posesión de dicha información privada puede utilizarlo contra sus oponentes, incluyendo a los adversarios políticos, por acosar y chantajear. Este es un gran golpe contra la democracia.

### ¿La vigilancia masiva no puede ser parada por la ley?
Es importante tener en cuenta dos diferencias fundamentales de estas nuevas formas digitales de vigilancia:
Debido a la tecnología, el coste de un gobierno para registrar las comunicaciones de toda la población se podría considerar ridículamente bajo a pesar de que pueda parecer lo opuesto.
"El código es la ley", citaba el profesor Lawrence Lessig. Eso significa que no importa, por ejemplo, si es legal o no tener sus conversaciones telefónicas grabadas mediante Skype. En cambio, si se modifica el código para incluir una puerta trasera de espionaje, entonces si que se estará infringiendo la ley. La ley no es el determinante mientras que el código lo es.

### He perdido mi clave privada, ¿cómo hago para recuperarla?
No hay ninguna manera posible de recuperar tu cuenta. No se pueden enviar mensajes, actualizar tu perfil, etc. si no tiene su clave secreta. En el caso de perder la clave no podrá hacer nada, quedando su perfil bloqueado para siempre teniendo que volver a crear una nueva cuenta con otro nombre de usuario.
Se recomienda que se realice una copia de su clave secreta y la guarde en un lugar seguro. Debido a que la clave secreta es una cadena de 52 caracteres es recomendable que la imprima, haga una captura de pantalla o incluso escribirla en un post-it. (El envío de la clave secreta por correo electrónico no sería una buena idea).

## Noticias
Twister, el innovador análogo de Twitter inaccesible para el espionaje de la NSA, RT..
No es twitter, es twister y es p2p, Kli news, archivado desde el original el 26 de febrero de 2014.
El Gobierno creará una comisión contra el P2P, LA información.
La nueva encriptación de Twitter protege a los tweets de espionaje, Gadgetos.
Twister: Decentralized Twitter Alternative Built with Code from Bitcoin/BitTorrent, Lavabit Encryption Scheme, No IP Recording, Leak source, 2014 en 13, archivado desde el original el 10 de febrero de 2014, consultado el 10 de febrero de 2014.